# Crocidura zarudnyi
Crocidura zarudnyi es una especie de musaraña (mamífero placentario de la familia Soricidae).

## Distribución geográfica
Se encuentra en el Afganistán, Irán y Pakistán.